# 津谷鹿乃子
津谷鹿乃子（日语： Tsutani Kanoko，1938年1月6日—2025年1月4日），婚後姓马渊（日语：／ Mabuchi），日本女子跳水运动员。她曾获得1958年亞洲運動會跳水比賽和1970年亚洲运动会跳水比赛女子3米跳板金牌。

## 家庭
丈夫是跳水运动员马渊良，女儿是跳水运动员马渊よしの。